# Artem Filimonov
Artem Denysovyč Filimonov (in ucraino Артем Денисович Філімоновк?; Smila, 21 febbraio 1994) è un ex calciatore ucraino, di ruolo centrocampista.